# 梅田彩佳
梅田 彩佳（うめだ あやか、1989年〈昭和64年〉1月3日 - ）は、日本のタレント・女優である。女性アイドルグループAKB48およびNMB48の元メンバーである。AKB48ではチームKとチームBに所属し、チームBではキャプテンを務めた。NMB48ではチームBIIに所属し、副キャプテンを務めた。
福岡県北九州市出身。office48→フレイヴ エンターテインメント→フリーランス→TRUSTAR所属。

## 略歴
2004年
- 2004年10月から2005年1月に開催された『モーニング娘。ラッキー7オーディション』の2次審査に合格。

2006年
- 2月26日、『第二期AKB48追加メンバーオーディション』に合格[6]。
- 4月1日、AKB48劇場でのチームK初日公演において、公演デビュー。
- 足を疲労骨折したため、AKB48劇場での公演を12月23日から1年半にわたり長期休演。その間はリハビリをしながら、福岡でのテレビ出演を中心に活動していた。

2008年
- 5月31日に開催された『チームK 4th Stage「最終ベルが鳴る」』公演で復帰。

2009年
- 2月、同年のD-1 GRAND PRIXイメージガール「D Sign」の3名の1人に選ばれる[7]。
- 4月、折井あゆみの後任として東京タワーイメージガールに選ばれる[8]。

2010年
- 5月から6月にかけて実施された『AKB48 17thシングル 選抜総選挙「母さんに誓って、ガチです」』では32位で、アンダーガールズに選出。

2011年
- 2月27日、チーム研究生夜公演の終盤にゲスト出演し、同年4月27日に、同じ事務所所属の秋元才加・宮澤佐江・増田有華と4人で新ユニット「DiVA」としてavex traxからデビューシングル「月の裏側」をリリースすることを発表[9]。その後、東日本大震災の影響により、デビューシングル発売日は5月18日に変更となる。
- 5月から6月にかけて実施された『AKB48 22ndシングル 選抜総選挙「今年もガチです」』では22位でアンダーガールズに選出され、カップリング曲の「抱きしめちゃいけない」でセンターポジションに就く[10]。
- 9月20日に開催された『AKB48 24thシングル選抜じゃんけん大会』ではベスト16で、9thシングル「Baby! Baby! Baby!」以来約3年半ぶり[注 1]となる通算3度目の選抜メンバーになる[11]。

2012年
- 5月から6月にかけて実施された『AKB48 27thシングル 選抜総選挙』では16位で、選抜メンバーに選ばれる[12][13]。
- 8月24日、『AKB48 in TOKYO DOME 〜1830mの夢〜』初日公演にて、チームBへの異動と同時に、柏木由紀に代わって新チームBのキャプテンに就任することが発表される[14][15]。その後11月1日、新チーム発足が発表される[16]。
- 9月18日に開催された『AKB48 29thシングル選抜じゃんけん大会』ではベスト16で、選抜メンバーに選出[17]。
- 11月1日、チームBに異動。
- 11月3日、チームBキャプテン、ウェイティング公演のスターティングメンバーとして新チームでの活動を開始する[18]。

2013年
- 5月から6月にかけて実施された『AKB48 32ndシングル 選抜総選挙』では19位で、アンダーガールズに選出された[19]。
- 8月13日、この日行われたチームBウェイティング公演で劇場公演回数500回を達成[20]。

2014年
- 2月24日、「AKB48グループ大組閣祭り」のチーム再編にともない、NMB48 チームBIIへ副キャプテンとして移籍することが発表された[21]。
- 4月4日 - 5月11日、ブロードウェイミュージカル『IN THE HEIGHTS』（イン・ザ・ハイツ）に出演。自身初のミュージカル参加となる[22]。
- 4月5日、さいたまスーパーアリーナで行われた「AKB48グループ春コンinさいたまスーパーアリーナ〜思い出は全部ここに捨てていけ！〜」NMB48単独コンサートにおいて、NMB48メンバーとして初出演[23]。
- 4月22日、この日初日を迎えたNMB48 チームBII 3rd Stage「逆上がり」公演でNMB48劇場に初出演[24]。
- 4月23日、AKB48 チームBウェイティング公演の千秋楽にて梅田を含む移籍メンバーの壮行会が行われる[25]。
- 5月から6月にかけて実施された『AKB48 37thシングル 選抜総選挙』では35位で、ネクストガールズに選出される[26]。
- 10月21日、宮本亜門演出のミュージカル『ウィズ〜オズの魔法使い〜』のAKB48グループ・メンバーオーディションで、SNH48以外の全グループのメンバーの希望者108人の中から、主人公のドロシー役に田野優花と共に選出された[27]。

2015年
- 5月から6月にかけて実施された『AKB48 41stシングル 選抜総選挙』では56位で、フューチャーガールズに選出された[28][29]。
- 10月25日にパシフィコ横浜で開催された握手会&サイン会をぜんそくのため欠席[30]、療養していたが、同月31日に開催された「NMB48秋の大運動会」で仕事復帰した[31]。
- 12月16日、globeのトリビュートアルバム『#globe20th -SPECIAL COVER BEST-』で「Sa Yo Na Ra」をカバー[32]。

2016年
- 1月23日、TOKYO DOME CITY HALLで開催された『AKB48グループ リクエストアワー セットリストベスト100 2016』において、グループからの卒業を発表した[33]。
- 3月31日、ZeppNambaで『NMB48 Live House Tour 2016 FINAL～梅田彩佳卒業記念ライブ～』を開催[34]。
- 4月1日、AKB48劇場で『チームK 2期生10周年記念特別公演』をもって宮澤佐江、小林香菜と共に卒業[35]。

2017年
- 8月2日から7日にかけて博品館劇場で上演された『SEPT Vol.7〜FATALISM〜』にて、グループを卒業後初めて舞台作品の主演を務めた[36]。

2018年
- 5月より北海道芸術高等学校 横浜サテライトキャンパスのダンス&ボーカルコース パフォーマンス演習担当講師に就任[37]。
- 6月27日、小室哲哉の100曲ベスト作品集『TETSUYA KOMURO ARCHIVES』にて、初めてのソロ新曲「MY HISTORY」をリリース[38]。
- 8月17日、『GLOBE-GENERATION〜ともしびは消さない〜』のツアーファイナル（マイナビ赤坂BLITZ）にゲスト出演し、「FREEDOM」、「wanna Be A Dreammaker」を歌唱[39]。
- 9月18日、声優初挑戦となるアニメ『ギフト±』で主演を務めること（主人公の女子高生・鈴原環役）が発表される[40]。（9月21日から配信開始。）
- 12月5日、ワニブックスより1st写真集『Last of Summer』を発売[41][42]。

2019年
- 9月4日、プロデュースした"梅酒"の『梅恋』がKURANDから発売[43]。

2020年
- 3月31日、フレイヴエンターテインメントを退所[44][45]。
- 6月1日、新たにTRUSTARに所属[5][46]。

2022年
- 2月14日、2nd写真集『Etude（エチュード）』を発売[47]。

2024年
- 12月31日、この年初めに扁桃腺を切除する手術を受けたことを公表[48]。

## 人物
- 愛称は、うめちゃん[49]。
- 14歳から2年間ダンススクールに通い、その後は独学でダンスを習得[50]。
- 好きな色はピンク[51]。
- 好きなアーティストはMAX[52]、三浦大知[53]。また、清水翔太の楽曲も好んで聴いている[54]。
- 宇野実彩子に憧れており、親交がある[55][56]。
- 左利き[57]だが、ボウリングの投球は右である[58]。
- 2009年・2010年度東京タワーイメージガールを務めた[8][59]。
- 7歳下の妹がおり、帰宅時間が一分でも過ぎると心配で携帯にすぐに電話をする、外を歩く時は常に道の内側に入れるなど、シスコンを自称するほど大好きな存在であると語っている[60]。
- 2010年、夜景鑑賞士検定3級に合格[61]。
- 花粉症持ち[62]。
- 出身地である北九州市、および福岡県への地元愛を自身のブログなどでも度々語っており、2011年北九州市長選挙の啓発CM出演時のコメントでもその点に触れている。
- 好きな食べ物は、トニーの厚い胸板とエポちゃんのお腹と肉球（本当はいくら、お肉、チョコ、果物（特にメロン）など）
- 子供好きで、結婚願望は強い。36歳くらいで結婚したいと考えている[63]。
- 漫画『17歳』を気に入っており、共感ばかりで当時はかなり助けられたとされる[63]。
- 祖父母に毎日メールを送っている[64]。
- 内村航平と同じ生年月日、北九州市出身という共通点があり、自身のブログでも触れている[65]。
- AKB48グループメンバーで唯一であり、芸能界でも数少ない昭和64年生まれ[注 2][66]。

### AKB48
- キャッチフレーズは「福岡県出身、う〜めっ!梅ちゃんこと梅田彩佳です」[67]。
- チームK時代には秋元才加と2人暮らしをしていたことがあり[68]、自身と秋元に加えて、同期で同じ事務所所属の宮澤佐江、増田有華、小林香菜、奥真奈美を合わせた6人については「6つ子」と呼ぶほどの仲[69]。その他、同じ北九州市出身の野中美郷とは、食事に出掛けたり[62]、私服の購入に同伴してもらったりする仲で「無条件にすき」な[63]「家族にしたいメンバー」[70]。
- 仲のよいメンバーは、上記の他に松井咲子、佐藤亜美菜、大島優子、仁藤萌乃、松原夏海[71]など[要検証 – ノート]。
- 加入当初は大島優子と共に旧チームKの中心人物の一人で、ダンスの技術はAKB48の中でも、松原夏海と並びトップクラスとの呼び声も高かった[72]。しかし、本人は、峯岸みなみのダンスの「滑らかさが欲しい」と思っている[70]。
- デビュー当時のチームK時代、厳しかったことから最初のダンスレッスンの記憶はあまり無く、「本当に厳しい時のことは記憶の上で塗り替えられるのかも」と語っている[73]。
- ダンスを得意とする梅田らしく、最初のオフィシャルブログ（前述のoffice48所属メンバー6人共同の「1LDK6人暮らしの秋元才加・梅田彩佳・奥真奈美・小林香菜・増田有華・宮澤佐江ブログ」）の記事のタイトルには、ごくわずかな例外を除き毎回「ダンススタジオ梅田」と付けていた[74]。その後、奥の卒業に伴い、他5名と同時に開設した個人ブログの名前もやはり「Dance Studio UMEDA」で、記事のタイトルは2011年10月6日付の記事[75]までブロク開設当初を除き「レッスン(○○´・ω・｀)」（○○は記事タイトルの通し番号）であった。
- AKB48の曲で最も好きな曲は「夕陽を見ているか?」[69]、公演曲では「梅島夏代」（梅田、大島優子、松原夏海、野呂佳代）で歌う「エンドロール」[60]「彼女になれますか?」[50]「オケラ」[69]。
- AKB48のビデオ・オン・デマンドを観るために会員になり、自分の出演した公演などをチェックしていた[76]。

### NMB48
- NMB48に移籍前から、当時チームNに所属していた小谷里歩に似ているとよく言われていた[77]。「姉妹みたいだ」とも言われたことから、小谷には「お姉ちゃん」と呼ばせており[78]、その後はイベントなどで会うたびにツーショット写真を撮影する仲であった[79]。
- NMB48のメンバーにとって梅田はキャリアが長い大先輩であったため、移籍当初は「怖い人が来る」と思われていた。しかし、次第に積極的に話かけてくれるようになり、早くチームに馴染めるように壁を壊してくれた事が本当にありがたかったと卒業時のインタビューで述べている[80]。

## NMB48・AKB48での参加楽曲

### シングルCD選抜楽曲
NMB48名義
- らしくない
  - スターになんてなりたくない - 「Team BII」名義
- Don't look back!
  - ロマンティックスノー - 「Team BII」名義
- ドリアン少年
  - 心の文字を書け! - 「Team BII」名義
- Must be now
  - 空腹で恋愛をするな - 「Team BII」名義

AKB48名義
- 会いたかった
- 「制服が邪魔をする」に収録
  - Virgin love - 「チームK」名義
- 「僕の太陽」に収録
  - 未来の果実
- Baby! Baby! Baby!
- 「大声ダイヤモンド」に収録
  - 大声ダイヤモンド（teamK ver.）
- 「RIVER」に収録
  - ひこうき雲 - 「シアターガールズ」名義
- 「ポニーテールとシュシュ」に収録
  - 僕のYELL - 「シアターガールズ」名義
- 「ヘビーローテーション」に収録
  - 涙のシーソーゲーム - 「アンダーガールズ」名義
- 「Beginner」に収録
  - 泣ける場所 - 「DIVA」名義
- 「チャンスの順番」に収録
  - ALIVE - 「チームK」名義
- 「桜の木になろう」に収録
  - エリアK - 「DIVA」名義
- 「Everyday、カチューシャ」に収録
  - 人の力 - 「アンダーガールズ」名義
- 「フライングゲット」に収録
  - 抱きしめちゃいけない - 「アンダーガールズ」名義
- 「風は吹いている」に収録
  - ゴンドラリフト - 「アンダーガールズ ゆり組」名義
- 上からマリコ
  - ゼロサム太陽 - 「チームK」名義
- 「GIVE ME FIVE!」に収録
  - 羊飼いの旅 - 「スペシャルガールズB」名義
- 「真夏のSounds good !」に収録
  - 3つの涙 - 「スペシャルガールズ」名義
- ギンガムチェック
- 「UZA」に収録
  - 正義の味方じゃないヒーロー - 「Team B」名義
- 永遠プレッシャー
- 「So long !」に収録
  - そこで犬のうんち踏んじゃうかね? - 「梅田TeamB」名義
- 「さよならクロール」に収録
  - ロマンス拳銃 - 「Team B」名義
- 「恋するフォーチュンクッキー」に収録
  - 愛の意味を考えてみた - 「アンダーガールズ」名義
- 「ハート・エレキ」に収録
  - 快速と動体視力 - 「アンダーガールズ」名義
  - Tiny T-shirt - 「Team B」名義
- 「鈴懸の木の道で「君の微笑みを夢に見る」と言ってしまったら僕たちの関係はどう変わってしまうのか、僕なりに何日か考えた上でのやや気恥ずかしい結論のようなもの」に収録
  - Mosh & Dive
- 「前しか向かねえ」に収録
  - KONJO - 「Talking Chimpanzees」名義
- 「ラブラドール・レトリバー」に収録
  - 今日までのメロディー
- 「心のプラカード」に収録
  - ひと夏の反抗期 - 「ネクストガールズ」名義
- 「希望的リフレイン」に収録
  - 歌いたい - 「かとれあ組」名義
- 「Green Flash」に収録
  - パンキッシュ - 「NMB48」名義
- 「ハロウィン・ナイト」に収録
  - 君にウェディングドレスを… - 「フューチャーガールズ」名義

SKE48名義
- 「チキンLINE」に収録
  - 旅の途中 - 「宮澤佐江と仲間たち」名義

### アルバムCD選抜楽曲
NMB48名義
- 「世界の中心は大阪や 〜なんば自治区〜」に収録
  - イビサガール
  - 君にヤラレタ - 「Team BII」名義
  - ピーク

AKB48名義
- 「神曲たち」に収録
  - Baby! Baby! Baby! Baby!
  - 君と虹と太陽と
- 「SET LIST〜グレイテストソングス〜完全盤」に収録
  - あなたがいてくれたから
- 「ここにいたこと」に収録
  - 僕にできること - 「チームK」名義
  - ここにいたこと- 「AKB48+SKE48+SDN48+NMB48」
- 「1830m」に収録
  - 家出の夜 - 「チームK」名義
  - 青空よ 寂しくないか? - 「AKB48+SKE48+NMB48+HKT48」名義
- 「次の足跡」に収録
  - JJに借りたもの
  - 強さと弱さの間で
  - 悲しき近距離恋愛 - 「Team B」名義
- 「ここがロドスだ、ここで跳べ!」に収録
  - 生き続ける

### その他の参加楽曲
- アルバム「ノースリーブス」（「ノースリーブス」名義）に収録
  - 嘘でしょ?〜七里ガ浜の七不思議〜 - 「ガールズ・ING」名義
- シングルCD「Mine」（「河西智美」名義）に収録
  - Enjoy your life !

### 劇場公演ユニット曲
AKB48名義
チームK 1st Stage「PARTYが始まるよ」
- スカート、ひらり

チームK 2nd Stage「青春ガールズ」
- 雨の動物園
- ふしだらな夏
※疲労骨折のため1か月休演

チームK 3rd Stage「脳内パラダイス」
- MARIA
※足の怪我のため途中降板

チームK 4th Stage「最終ベルが鳴る」
- リターンマッチ
- ごめんねジュエル
※大島優子・倉持明日香・宮澤佐江のユニットアンダー

チームK 5th Stage「逆上がり」
- エンドロール
- 愛の色
- 抱きしめられたら
※佐藤夏希のユニットアンダー

THEATRE G-ROSSO「夢を死なせるわけにいかない」公演
- Bye Bye Bye
※高橋みなみ・中塚智実のスタンバイ

チームK 6th Stage「RESET」
- 心の端のソファー
- 奇跡は間に合わない※
※宮澤佐江・野中美郷のユニットアンダー

梅田チームB ウェイティング公演
- 思い出以上（チームS 3rd Stage「制服の芽」）

NMB48名義
 チームBII 3rd Stage「逆上がり」公演
- エンドロール
- 愛の色（2nd UNIT）

## 作品

### 参加作品
| 発売日         | アーティスト名 | タイトル                        | 規格 | 収録曲      |
| -------------- | -------------- | ------------------------------- | ---- | ----------- |
| 2015年12月16日 | V.A.           | #globe20th -SPECIAL COVER BEST- | CD   | Sa Yo Na Ra |
| 2018年6月27日  | V.A.           | TETSUYA KOMURO ARCHIVES "K"     | CD   | MY HISTORY  |

## 出演

### テレビドラマ
- あり得ない! 第1話（2010年1月13日、MBS） - 大島彩 役
- マジすか学園 最終話（2010年3月26日、テレビ東京） - 馬路須加女学園生徒 役
- 環境超人エコガインダーII（2010年6月26日 - 11月1日、キッズステーション） - ステナ 役[82][83]
- チェリーナイツ 第4回（2010年10月31日、BSフジ） - 女子高生 役（特別出演）[84]
- マジすか学園2 最終話（2011年7月1日、テレビ東京） - アヤカ 役
- So long ! 第3話（2013年2月13日、日本テレビ） - 菊池実花 役
- 深夜のダメ恋図鑑 第9話（2018年12月2日、テレビ朝日） - 瀬戸石美香 役[85]
- NHK福岡ドラマ「福岡美人がゆく！｣ （2019年3月1日、NHK・NHK福岡） - 塚野穂波 役[86][87]
- 八月は夜のバッティングセンターで。 第7話（2021年8月26日、テレビ東京）- 石川 役

### 配信ドラマ
- フェイクラブ（2020年9月25日配信開始、全5話、FOD） - 主演・本人 役[88][注 3]

### 映画
- ウルトラマンサーガ（2012年3月24日公開、松竹） - ミサト 役[89]
- Endless SHOCK（2021年2月1日公開、東宝） - リカ 役[90]
- さよなら、バンドアパート（2022年7月15日公開、MAP）- ユキナ 役[91]

### アニメ
- ギフト±（2018年9月21日 -、アニメBeans） - 主人公・鈴原環 役[40]

### バラエティ・情報番組
- アサデス。KBC（2007年4月 - 2008年4月、KBCテレビ）
- カンニングのDAI安☆吉日!（2009年3月30日 - 2018年3月25日、BSフジ）[92]
- 崖っぷち〜アラビアンサイトFEVER〜（2009年10月6日 - 2010年3月23日、TBS）
- 熱血BO-SO TV（2010年6月19日 - 2011年6月18日・不定期出演、千葉テレビ）
- 爆丸キッド（2010年10月11日・11月23日・2011年3月26日、テレビ東京） - 爆丸バトルブローラーズスペシャル番組サポーター[93]
- 東北魂TV 「ネタ見せ」前編・後編（2011年10月16日・23日、BSフジ） - AD 役[94]
- 北九州×クロス（2012年5月 - 2013年3月・不定期出演、NHK総合・北九州放送局制作）
  - 苦しむ"親"を支えたい 梅田彩佳×親子問題（2012年5月11日）
  - B-1グランプリがやって来る！（2012年10月19日）
  - 歌え！北九州（2013年3月15日）
- Numer0n（フジテレビ系列）
  - 第8回大会（2012年11月5日 - 26日）[95][96]
  - 第10回大会（2013年3月4日 - ）[97]
- 音ボケPOPS（2013年10月6日 - 2014年4月27日、BS-TBS）
- 卓球ジャパン!（2018年1月9日 - 3月27日、BSジャパン） - ナビゲーター[98]
- MUSE9（2018年2月6日 - 3月27日、千葉テレビ） - アシスタントMC
  - 『梅田彩佳の梅ちゃんワールド♡』コーナー（2018年2月13日 - 3月27日）
- 超時空彩の国S.T.M（2018年10月4日 - 12月27日、テレビ埼玉） - レギュラーコーナー「MUSE9梅田彩佳のTOP OF THE WORLD」MC
- 朝の!さんぽ道（2019年・不定期出演、テレビ東京） - 旅人
  - 秩父札所巡りさんぽ（2019年1月14日 - 18日）
  - 秩父札所巡りさんぽ 第6弾（2019年5月6日 - 10日）
  - 隅田川花火大会さんぽ（2019年7月22日 - 26日）
- DANCE BATTLE TV PROUD シーズン3（2019年3月2日、ダンスチャンネル by エンタメ〜テレ） - ゲスト審査員[99]

### 舞台
- 30-DELUX 電撃チョモランマ隊MIX「スペースウォーズ」（2010年7月22日、東京グローブ座）[100][101]
- ピラミッドだぁ！（2016年8月26日 - 27日、草月ホール）[102]
- 梅棒 6th OPUS「GLOVER」（2016年10月15日 - 23日、東京グローブ座 / 25日 - 27日、森ノ宮ピロティホール） - ジュリエッタ 役
- MORI SHINGO × 8人のFOXY GIRLS……!!「ダンスカンタービレ」（2017年5月18日 - 21日、銀座博品館劇場） - 本命彼女 役[103][104]
- SEPT Vol.7〜FATALISM〜（2017年8月2日 - 7日、銀座博品館劇場） - 主演・雛菊 役[36]
- 劇団方南ぐみ「THE面接」（2018年4月12日 - 21日、三越劇場） - 神田靖子 役[105]
- 恋を読む「ぼくは明日、昨日のきみとデートする」（2018年8月27日、オルタナティブシアター） - ヒロイン・福寿愛美 役[106]
- SaGa THE STAGE ～七英雄の帰還～（2018年9月21日、戸田市文化会館 / 10月2日 - 8日、シアター1010 / 10月17日 - 21日、サンケイホールブリーゼ） - 海の主の娘 役[107]
- 朗読劇「WISH～奇跡を願う甘い夜」（2020年12月24日・25日・27日、アトリエファンファーレ東新宿）
- Girls Reading Theater「若草物語」（2022年3月12日・13日、浅草花劇場）[108][109]
- 舞台「刀剣乱舞」禺伝 矛盾源氏物語（2023年2月4日 - 12日、TOKYO DOME CITY HALL / 2月16日 - 19日、オリックス劇場） - 六条の御息所 役[110]
- リーディング音楽劇「ジャングル大帝」（2023年6月4日 - 5日、東京建物 Brillia HALL） - メリー、コンガ 役[111][112]
  - リーディング音楽劇「ジャングル大帝」レオ編（2024年12月11日 - 16日、有楽町よみうりホール）[113]
- 日生劇場開場60周年記念音楽劇 ファミリーフェスティヴァル2023「精霊の守り人」（2023年7月29日 - 8月6日、日生劇場 / 8月13日、枚方市総合文化芸術センター 関西医大大ホール / 9月3日、新潟県民会館 大ホール / 9月9日、千葉県東総文化会館 / 10月1日、シンフォニア岩国 コンサートホール） - 主演・バルサ 役（明日海りおとのWキャスト）[114][115]
- 朗読劇「はじめての」後編（2024年1月6日 - 7日、シアター1010）[116]
- unrato#11「月の岬」（2024年2月23日 - 3月3日、東京芸術劇場 シアターウエスト） - 平岡直子 役[117][118]
- 舞台「もしも彼女が関ヶ原を戦ったら」（2025年2月16日 - 24日、IMM THEATER） - 大祝みやび 役[119]
- imgReading2「明日の卒業生たち」（2025年6月12日 - 21日、彩の国さいたま芸術劇場 小ホール） - 主演・中村幸子 役[120]
- 舞台「賭ケグルイ」（2025年9月5日 - 14日〈予定〉、シアターH） - 桃喰綺羅莉 役[121]
- J-CULTURE FEST presents 詩楽劇「八雲立つ」（2025年12月29日 - 31日〈予定〉、東京国際フォーラム ホールB7）[122]

### ミュージカル
- ブロードウェイミュージカル「IN THE HEIGHTS」（2014年4月4日 - 20日、Bunkamura シアターコクーン / 4月24日 - 27日、森ノ宮ピロティホール / 4月30日、福岡市民会館 / 5月3日・4日、中日劇場 / 5月10日・11日、神奈川県民ホール） - ヒロイン・ニーナ・ロザリオ 役[123][124]
- スーパー・ソウルフル・ミュージカル「ウィズ〜オズの魔法使い〜」（2015年3月7日 - 22日、東京国際フォーラム ホールC / 4月5日、梅田芸術劇場 メインホール / 4月18日、愛知県芸術劇場 大ホール / 4月25日・26日、キャナルシティ劇場） - 主演・ドロシー 役（田野優花とのダブルキャスト）[125]
- マッスルミュージカル 2018〜miracle comic〜（2018年2月18日、なかのZEROホール） - 主演・田中いちか（漫画家志望の女の子） 役[126]
- オリジナル・ミュージカル「DAY ZERO」（2018年5月25日 - 27日、水戸芸術館 ACM劇場 / 5月31日 - 6月25日、DDD青山クロスシアター / 6月26日、刈谷市総合文化センター アイリス / 6月28日・29日、サンケイホールブリーゼ） - 女学生パトリシア、他 役[127]
- Endless SHOCK - ヒロイン・リカ 役
  - Endless SHOCK（2019年2月4日 - 3月31日、帝国劇場 / 9月11日 - 10月5日、梅田芸術劇場 メインホール[128]）
  - Endless SHOCK 20th Anniversary（2020年2月4日 - 2月26日[注 4]、帝国劇場[129]）
  - Endless SHOCK -Eternal-（2020年9月15日 - 10月12日、梅田芸術劇場 メインホール[130] / 2021年2月4日 - 3月31日、帝国劇場[131]）
- ミュージカル「（愛おしき）ボクの時代」（2019年11月15日 - 12月15日、DDD青山クロスシアター） - 由美子 役[132][133]
- ミュージカル「絵のない絵本」（2020年2月29日・3月1日、松下IMPホール） - 主演・月（ムーン） 役（声の出演）（白石拓也とのダブル主演）[134]
- ミュージカル「EDGES -エッジズ-」（2020年12月7日 - 10日（チームRED）、新国立劇場 中劇場）[135]
- conSept Musical Drama #6「GREY -そんなに優しくなんてなれないよ-」（2021年12月16日 - 26日、俳優座劇場） - 室井茜 役[136][137]
- 銀河鉄道999 THE MUSICAL（2022年4月8日 - 18日、日本青年館ホール）- クレア 役[138][139][140]
- スワンキング（2022年6月8日 - 17日、東京国際フォーラム ホールC / 7月1日 - 3日、オリックス劇場 / 7月9日・10日、刈谷市総合文化センター 大ホール / 7月17日・18日、キャナルシティ劇場） - コージマ 役[141][142]
- ミュージカル「ファミリア! 〜南の島 愛の物語〜」（2022年8月27日 - 28日[注 5]、IMAホール）- レア 役[144]
- オリジナルミュージカル「りんご」（2022年11月19日 - 12月7日、自由劇場） - 木村ミチコ 役[145][146]
- オールスタッフプロデュース ミュージカル「ピエタ」（2023年5月18日 - 24日、俳優座劇場） - 主演・永井友子 役[147][148]
- シスター・アクト〜天使にラブ・ソングを〜（2023年11月5日 - 29日、東急シアターオーブ / 12月6日 - 10日、梅田芸術劇場 メインホール / 12月23日 - 24日、静岡市清水文化会館マリナート） - シスター・メアリー・ロバート 役[149][150]
- ソングサイクル・ミュージカル「雨が止まない世界なら in 2024」（2024年4月6日、大手町三井ホール）[151]
- 音楽劇「瀧廉太郎の友人、と知人とその他の諸々」（2024年5月2日 - 4日、北沢タウンホール） - フク 役[152]
- ミュージカル「tick, tick...BOOM!」（2024年10月6日 - 31日、シアタークリエ / 11月3日・4日、東海市芸術劇場 / 11月7日 - 11日、COOL JAPAN PARK OSAKA WWホール） - スーザン・ウィルソン 役[153]
- ミュージカル「原点再起」（2025年3月13日 - 15日、CBGKシブゲキ!!） - さやか 役[154]
- 朗読ミュージカル「光られし女どもVol.1」（2025年6月28日・29日、六本木クラップス） - HANA（末摘花） 役[155]
- Reading Musical「BEASTARS」episode1（2025年9月28日 - 10月2日〈予定〉、シアター1010 / 10月11日 - 13日〈予定〉、COOL JAPAN PARK OSAKA TTホール） - ハル 役（歌い手・読み手）（真山りかとのWキャスト）[156]

### ラジオ
- AKB48 明日までもうちょっと。（2008年3月31日・6月30日・7月21日・9月15日・2009年5月4日、文化放送）
- AKB48 今夜は帰らない…（2008年4月5日 - 11月22日、CBCラジオ） - 3代目パーソナリティー
- Tokyo Tower presents DIAMOND VEIL（2009年4月4日 - 2011年3月26日、TOKYO FM）
- リッスン? 〜Live 4 Life〜（2011年7月19日 - 2014年2月20日・不定期出演、文化放送）
- ViVADiVA!（ファーストシーズン：2011年10月6日 - 2013年3月28日、文化放送）
- ジャパモン 〜JPN47〜（2012年10月7日 - 12月30日、TOKYO FM） - 小山薫堂と共にパーソナリティ
- 大谷ノブ彦 キキマス!（2014年4月23日 - 9月24日、ニッポン放送） - 水曜「イッテキキマス!調査隊」中継リポーター[注 6]
- NMB48りかとダレカのガールズ☆ト〜ク（2015年6月7日 - 2016年1月31日、ラジオ関西） - 準レギュラー[注 7]
- おはよう!ニッポン全国消防団（2018年4月1日 - 29日、ニッポン放送） - 4月度ゲスト[157]
- 中山優馬のYUMAにあ（2020年8月4日 - 25日、RKBラジオ） - マンスリーパーソナリティ

### ラジオドラマ
- 青春アドベンチャー「ゴー・ゴー!チキンズ パート2」（2010年7月26日 - 8月6日、NHK-FM） - ファン 役

### CM
- 東京タワー（2009年4月2日 - 、株式会社TOKYO TOWER） - 2009年度・2010年度東京タワーイメージガール[158][159]
  - 東京タワー ビジョンムービー（2009年9月16日 - ）
  - Winter Magic「冬の特等席へ、ようこそ」篇（2009年11月20日 - ）
  - 「雪の結晶」篇（2010年11月23日 - ）[160]
- 西日本シティ銀行（2010年）
- 北九州市長選挙『LOVE&一票』（2011年、北九州市選挙管理委員会） - PRキャラクター[161]
  - 「思い出」篇・「忘れないで」篇（2011年1月28日 - 2月6日）
  - 「バスケット」篇（2011年2月6日）

### 広報・キャンペーン
- パナソニック 夜景フォト NIGHT COLOR SIGHT 「花火写真コンテスト」キャンペーン（2012年7月13日 - 8月31日） - 審査員[162]
- aTセンター 「K-FOOD美容研究部」スペシャル動画（2019年6月25日 - ）[163]
- 風美庵 りんごとバター。（2024年10月 - ） - スペシャルアンバサダー[164]

### ネット配信
- あやまおうのリニューアルしたよ。[注 8]（2015年11月26日 - 、LoGiRL）
- みのもんたのよるバズ!（2016年4月30日 - 2017年3月25日、AbemaTV） - 準レギュラー
- 梅田彩佳のロケってみよう!（2016年12月18日 - 、テレビ東京 卓球チャンネル）
- ORICON NEWS presents「うめch」（2017年8月31日 - 、ORICON NEWS）

### MV
- miccie「YES」（2016年）[165]

### コンサート
- I Love Musical X'mas Version（2019年12月24日・25日、東京都 ヤマハホール）[166]

### イベント
- 東京タワー 「ノッポンスクエア」オープニングセレモニー（2009年8月1日、東京タワー） - ゲスト[167]
- 第2回イルミネーション・アワード（2014年10月29日、ストリングスホテル東京インターコンチネンタル）- プレゼンター[168]
- 北九州ウォールアートコンテスト（2021年3月 - 5月、nBASEMENT） - 選考委員[169]

### DVD
- 読めそうで読めない間違いやすい漢字 第1弾「教養篇」・第2弾「トリビア篇」（2010年10月6日、リバプール） - ナレーション[170]

## 書籍

### 写真集
- 1st写真集『Last of Summer』（2018年12月5日、ワニブックス、撮影：西條彰仁）ISBN 978-4847081774[41][42]
- デジタル写真集「RE；START」（2020年10月12日、集英社）[171]
- 2nd写真集『 Etude 』（2022年2月14日、ワニブックス、撮影：熊谷貫）ISBN 978-4847084133[47]
  - 電子版（2022年8月19日）[172]

### カレンダー
- 梅田彩佳 2012年カレンダー（2011年11月19日、ハゴロモ）
- 梅田彩佳 カレンダー2013年（2012年11月30日、ハゴロモ）
- 卓上 梅田彩佳 カレンダー2013年（2012年12月7日、ハゴロモ）
- 壁掛 梅田彩佳 カレンダー2014年（2013年12月6日、ハゴロモ）
- 卓上 梅田彩佳 カレンダー2014年（2013年12月6日、ハゴロモ）